# Salou Open
Het Salou Open is een jaarlijks damtoernooi dat sinds 1998 in de tweede helft van mei in de Spaanse badplaats Salou gespeeld wordt.  
Het toernooi trekt deelnemers uit verschillende landen over de hele wereld, met 42 landen vertegenwoordigd tot en met 2023 
Recordwinnaar is Anatoli Gantvarg met vijf titels voor Guntis Valnerismet vier, Aleksandr Georgiejev met drie en Kees Thijssen en Aleksandr Schwarzman met twee titels. 

## Winnaars
| Jaar | Winnaar              | Tweede plek                                   | Derde plek                                    |
| ---- | -------------------- | --------------------------------------------- | --------------------------------------------- |
| 1998 | Anatoli Gantvarg     | Andrew Tjon a Ong                             | Wim Vrijland                                  |
| 1999 | Jevgeni Vatoetin     | Iser Koeperman                                | Klaas Bor                                     |
| 2000 | Anatoli Gantvarg     | Nina Hoekman                                  | Eric van Dusseldorp                           |
| 2001 | Anatoli Gantvarg     | Anatoli Tchulkov                              | Henk Kalk                                     |
| 2002 | Aleksandr Schwarzman | Guntis Valneris                               | Aleksej Tsjizjov                              |
| 2003 | Guntis Valneris      | Kees Thijssen, Sergei Kalinov en Nina Hoekman | Kees Thijssen, Sergei Kalinov en Nina Hoekman |
| 2004 | Kees Thijssen        | Moerodoello Amrillajev                        | Vladimir Milsjin                              |
| 2005 | Guntis Valneris      | Viesturs Tomass                               | Anatoli Gantvarg                              |
| 2006 | Kees Thijssen        | Yuri Anikejev                                 | Yuri Lagoda                                   |
| 2007 | Aleksandr Getmanski  | Anatoli Gantvarg                              | Rinat Isjimbajev                              |
| 2008 | Martin Dolfing       | Guntis Valneris                               | Yuri Anikejev                                 |
| 2009 | Guntis Valneris      | Anatoli Gantvarg                              | Alexander Baljakin                            |
| 2010 | Alexander Baljakin   | Moerodoello Amrillajev                        | Anatoli Gantvarg                              |
| 2011 | Guntis Valneris      | Alexander Baljakin                            | Nikolai Gulyaev                               |
| 2012 | Roel Boomstra        | Aleksandr Georgiejev                          | Guntis Valneris                               |
| 2013 | Gavril Kolesov       | Anatoli Gantvarg                              | Moerodoello Amrillajev                        |
| 2014 | Aleksandr Georgiejev | Anatoli Gantvarg                              | Guntis Valneris                               |
| 2015 | Jan Groenendijk      | Roel Boomstra                                 | Aleksandr Georgiejev                          |
| 2016 | Aleksandr Georgiejev | Ajnoer Sjajbakov                              | Jevgeni Vatoetin                              |
| 2017 | Aleksandr Georgiejev | Ivan Trofimov                                 | Artem Ivanov                                  |
| 2018 | Aleksandr Georgiejev | Anatoli Gantvarg                              | Aleksandr Schwarzman                          |
| 2019 | Anatoli Gantvarg     | Aleksandr Schwarzman                          | Aleksandr Georgiejev                          |
| 2022 | Aleksandr Schwarzman | Aleksej Domchev                               | Hein Meijer                                   |
| 2023 | Anatoli Gantvarg     | Aleksandr Schwarzman                          | Hein Meijer                                   |
| 2024 | Aleksandr Schwarzman | Yuri Anikejev                                 | Yuri Lagoda                                   |
| 2025 | Aleksandr Schwarzman | Matheo Boxum                                  | Viktoriya Motrichko                           |